# В Америке
«В Америке» (англ. In America) — полуавтобиографический фильм 2002 года ирландского режиссёра Джима Шеридана о жизни ирландских эмигрантов в Нью-Йорке. Лента номинировалась на три премии «Оскар».

## Сюжет
Ирландцы Джонни и Сара Салливаны с дочерьми Кристи и Ариэль приезжают в США из Канады по туристической визе. Незадолго до этого в семье Салливанов от опухоли головного мозга скончался младший сын Фрэнки. После этого Джонни разуверился в Боге. Старшая дочь Кристи верит, что Фрэнки может исполнить три её желания. К ним она прибегает в самые трудные для семьи моменты:

Слушая слова мамы и папы, я боялась, что мы не сможем пересечь границу. И если бы я не говорила с Фрэнки, как бы мы попали в Америку? «Пожалуйста, Фрэнки, пожалуйста. Пожалуйста, помоги нам», — молвила я.
Оригинальный текст (англ.)Listening to my mom and dad I was scared we weren't going to get across the border. And if I didn't talk to Frankie, how we're going to get into America? Please Frankie, please. Please help us I said.

Семья поселяется в одном из многоквартирных домов района Адская кухня. В этом доме проживает скрытный нигерийский художник Матео Куамей. Сара, прежде работавшая учителем, устраивается мороженщицей, Джонни же безуспешно пытается найти место в театральных труппах. В конце концов, плачевное финансовое положение семьи и неожиданная беременность Сары вынуждают Джонни устроиться водителем такси.
Во время Хэллоуина девочки знакомятся с Матео. Несмотря на протест Джонни, Сара и девочки приглашают его на семейный ужин. Во время него они узнают, что Матео смертельно болен. Отношения Джонни и Матео налаживаются. Однажды Матео неудачно падает на лестничной клетке и теряет сознание. Кристи, несмотря на предупреждения жильцов о болезни Матео, пытается его реанимировать. Впоследствии состояние Матео ухудшается, тогда как плод Сары рождается недоношенным и нуждается в срочном переливании крови. Положение усугубляется значительной суммой счёта, выставленного больницей. Тем временем выясняется, что группа крови у Кристи и новорождённого одинаковые. Во время переливания крови ребёнок начинает делать первые движения, Матео же умирает. После операции семья с удивлением узнаёт, что счёт за лечение оплачен Матео, оказавшимся очень обеспеченным человеком. В знак уважения Салливаны называют ребёнка его именем. В честь новорождённого семья проводит вечеринку, на которую приглашены многие жители дома.

## Съёмки
На роли девочек, прототипами которых были дочери Шеридана — Кирстен и Наоми, режиссёр пригласил двух родных сестёр: Сару и Эмму Болджер.

## В главных ролях
| Актёр           | Роль                                    |
| --------------- | --------------------------------------- |
| Сара Болджер    | Кристи Салливан (также голос за кадром) |
| Эмма Болджер    | Ариэль Салливан                         |
| Пэдди Консидайн | Джонни Салливан                         |
| Саманта Мортон  | Сара Салливан                           |
| Джимон Хонсу    | Матео Куамей                            |

## Награды и номинации
| Награда                                | Категория                                                                    | Номинант                                                   | Результат |
| -------------------------------------- | ---------------------------------------------------------------------------- | ---------------------------------------------------------- | --------- |
| Американский институт киноискусства    | «Лучший фильм — выбор зрителей»                                              |                                                            | Победа    |
| Национальный совет кинокритиков США    | «Лучший оригинальный сценарий»                                               | Джим Шеридан, Наоми Шеридан, Кирстен Шеридан               | Победа    |
| Национальный совет кинокритиков США    | «10 лучших фильмов года»                                                     |                                                            | Победа    |
| Общество кинокритиков Феникса          | «Лучший фильм»                                                               |                                                            | Номинация |
| Общество кинокритиков Феникса          | «Лучший режиссёр»                                                            | Джим Шеридан                                               | Номинация |
| Общество кинокритиков Феникса          | «Лучшая юная актриса»                                                        | Эмма Болджер                                               | Номинация |
| Общество кинокритиков Феникса          | «Лучшая юная актриса»                                                        | Сара Болджер                                               | Победа    |
| Общество кинокритиков Феникса          | «Лучший оригинальный сценарий»                                               | Джим Шеридан, Наоми Шеридан, Кирстен Шеридан               | Победа    |
| Общество кинокритиков Феникса          | «Лучшая песня»                                                               | «Time Enough for Tears»                                    | Победа    |
| Кинофестиваль «Сандэнс»                | Приз «Гуманность»                                                            | Джим Шеридан, Наоми Шеридан, Кирстен Шеридан               | Номинация |
| Международный кинофестиваль в Бангкоке | «Лучший фильм»                                                               | Джим Шеридан                                               | Номинация |
| Международный кинофестиваль в Бангкоке | «Лучший режиссёр»                                                            | Джим Шеридан                                               | Победа    |
| Гентский международный кинофестиваль   | Гран-при                                                                     | Джим Шеридан                                               | Победа    |
| «Золотой глобус»                       | «Лучший сценарий»                                                            | Джим Шеридан, Наоми Шеридан, Кирстен Шеридан               | Номинация |
| «Золотой глобус»                       | «Лучшая песня»                                                               | Боно, Гэвин Фрайдей, Морис Сизер («Time Enough for Tears») | Номинация |
| «Выбор критиков»                       | «Лучший фильм»                                                               |                                                            | Номинация |
| «Выбор критиков»                       | «Лучший режиссёр»                                                            | Джим Шеридан                                               | Номинация |
| «Выбор критиков»                       | «Лучшая женская роль»                                                        | Саманта Мортон                                             | Номинация |
| «Выбор критиков»                       | «Лучший юный актёр или актриса»                                              | Эмма Болджер                                               | Номинация |
| «Выбор критиков»                       | «Лучший юный актёр или актриса»                                              | Сара Болджер                                               | Номинация |
| «Выбор критиков»                       | «Лучший сценарий»                                                            | Джим Шеридан, Наоми Шеридан, Кирстен Шеридан               | Победа    |
| «Выбор критиков»                       | «Лучшая песня»                                                               | Боно, Гэвин Фрайдей, Морис Сизер («Time Enough for Tears») | Номинация |
| Премия Гильдии киноактёров США         | «Лучший актёрский состав»                                                    |                                                            | Номинация |
| Премия Гильдии сценаристов США         | «Лучший оригинальный сценарий»                                               | Джим Шеридан, Наоми Шеридан, Кирстен Шеридан               | Номинация |
| Премия Гильдии продюсеров США          | «Премия имени Стэнли Крамера за освещение провокационных социальных проблем» | Джим Шеридан, Артур Лэппин                                 | Победа    |
| «Спутник»                              | «Лучший фильм — драма»                                                       |                                                            | Победа    |
| «Спутник»                              | «Лучший режиссёр»                                                            | Джим Шеридан                                               | Победа    |
| «Спутник»                              | «Лучшая мужская роль — драма»                                                | Пэдди Консидайн                                            | Номинация |
| «Спутник»                              | «Лучшая женская роль — драма»                                                | Саманта Мортон                                             | Номинация |
| «Спутник»                              | «Лучшая мужская роль второго плана — драма»                                  | Джимон Хонсу                                               | Победа    |
| «Спутник»                              | «Лучшая женская роль второго плана — драма»                                  | Сара Болджер                                               | Номинация |
| Премия британского независимого кино   | «Лучший режиссёр»                                                            | Джим Шеридан                                               | Номинация |
| Премия британского независимого кино   | «Лучшая мужская роль»                                                        | Пэдди Консидайн                                            | Номинация |
| Премия британского независимого кино   | «Лучшая женская роль»                                                        | Саманта Мортон                                             | Номинация |
| «Независимый дух»                      | «Лучший фильм»                                                               | Джим Шеридан, Артур Лэппин                                 | Номинация |
| «Независимый дух»                      | «Лучший режиссёр»                                                            | Джим Шеридан                                               | Номинация |
| «Независимый дух»                      | «Лучшая женская роль»                                                        | Саманта Мортон                                             | Номинация |
| «Независимый дух»                      | «Лучшая мужская роль второго плана»                                          | Джимон Хонсу                                               | Победа    |
| «Независимый дух»                      | «Лучшая женская роль второго плана»                                          | Сара Болджер                                               | Номинация |
| «Независимый дух»                      | «Лучшая операторская работа»                                                 | Деклан Куинн                                               | Победа    |
| «Оскар»                                | «Лучшая женская роль»                                                        | Саманта Мортон                                             | Номинация |
| «Оскар»                                | «Лучшая мужская роль второго плана»                                          | Джимон Хонсу                                               | Номинация |
| «Оскар»                                | «Лучший оригинальный сценарий»                                               | Джим Шеридан, Наоми Шеридан, Кирстен Шеридан               | Номинация |